# Chiesa dell'Intercessione in Fili
La chiesa dell'Intercessione in Fili (in russo Церковь Покрова в Филях?) è una chiesa di Mosca. Dal punto di vista architettonico rappresenta uno dei più chiari esempi di barocco moscovita. È sita presso il quartiere Fili, facente parte del distretto occidentale della capitale russa.

## Storia e descrizione
La prima chiesa del villaggio di Fili (dal 1935 inglobato nella capitale) era una costruzione in legno voluta dallo zar Michele di Russia nel 1619, consacrata all'Intercessione della Theotókos, al fine di commemorare la vittoria sui polacchi del 1618. Nel 1689 il villaggio entrò nelle disponibilità del boiardo Lev Naryškin, fratello di Natal'ja Naryškina e zio dello zar Pietro il Grande. Due fratelli di Naryškin rimasero uccisi nel corso della rivolta di Mosca del 1682 ed egli fu salvato dall'intervento della sorella. Per questa ragione si crede che la ricostruzione della chiesa sia stata dedicata ai fratelli del boiardo sopravvissuto.
I lavori di ricostruzione furono avviati nel 1690 e terminarono presumibilmente nel 1694. Tutti i documenti relativi al progetto scomparvero però nel 1712, a causa di un incendio. Ciò ha reso problematica l'identificazione dell'architetto ingaggiato da Naryškin. Alcuni storici indicano Jakov Buchvostov, anche se le caratteristiche stilistiche dell'edificio somigliano a quelle dei progetti di Pёtr Potapov. È noto invece che ad occuparsi delle icone furono Karp Zolotarёv e Kirill Ulanov. L'edificio ha la forma di una croce greca e, in realtà, contiene al proprio interno due luoghi distinti: la chiesa dell'Intercessione nel basamento e, sopra di esso, la chiesa del Salvatore.
Il tempio ha subito numerosi danneggiamenti nel corso della storia. Nel 1812 i soldati di Napoleone Bonaparte vi costruirono delle stalle e la utilizzarono anche come sartoria per il reggimento. Nel luglio 1941 i sovietici decisero di chiuderla, in concomitanza con l'avvio dell'Operazione Barbarossa da parte della Germania nazista. Durante la seconda guerra mondiale venne utilizzata come ospedale. Rimase chiusa al culto fino al 14 ottobre 1992.
Tra il 1955 e il 1971 furono realizzate delle operazioni di restauro della parte esteriore dell'edificio. mentre nel 1980 si conclusero alcuni restauri degli interni. Malgrado ciò vari elementi originari della chiesa, come l'iconostasi, sono andati perduti.

## Galleria d'immagini

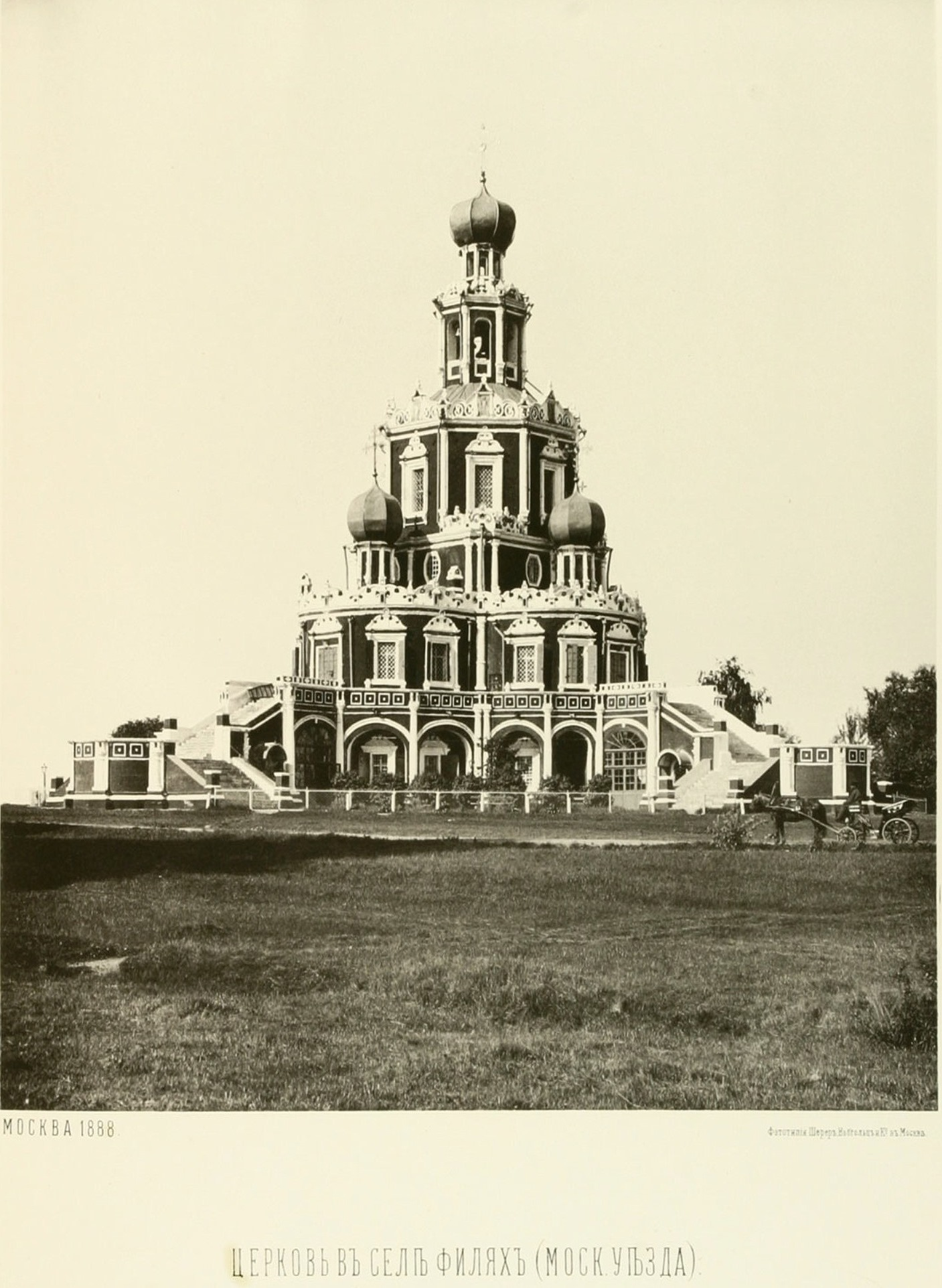
Chiesa dell'Intercessione in Fili nel 1888

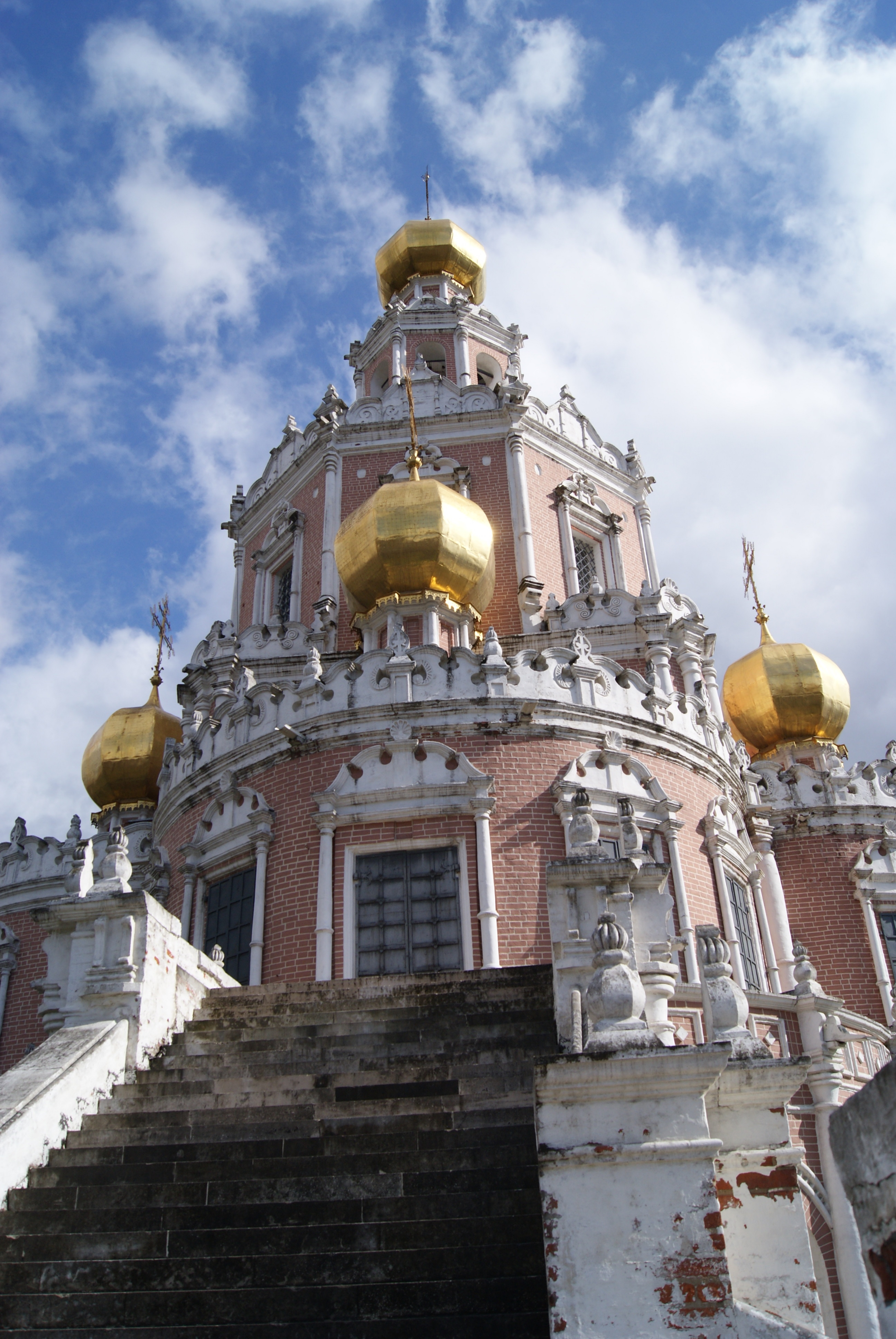
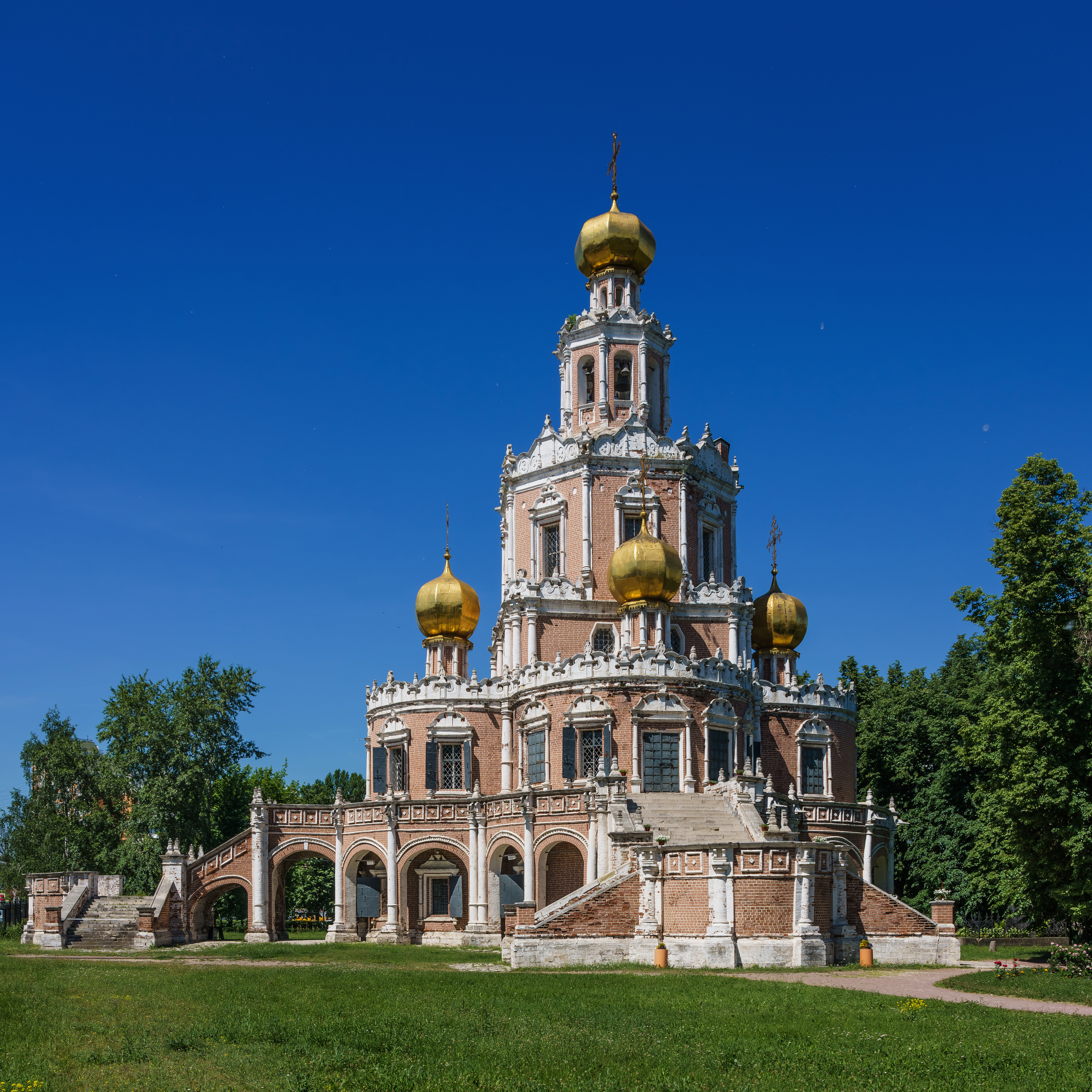
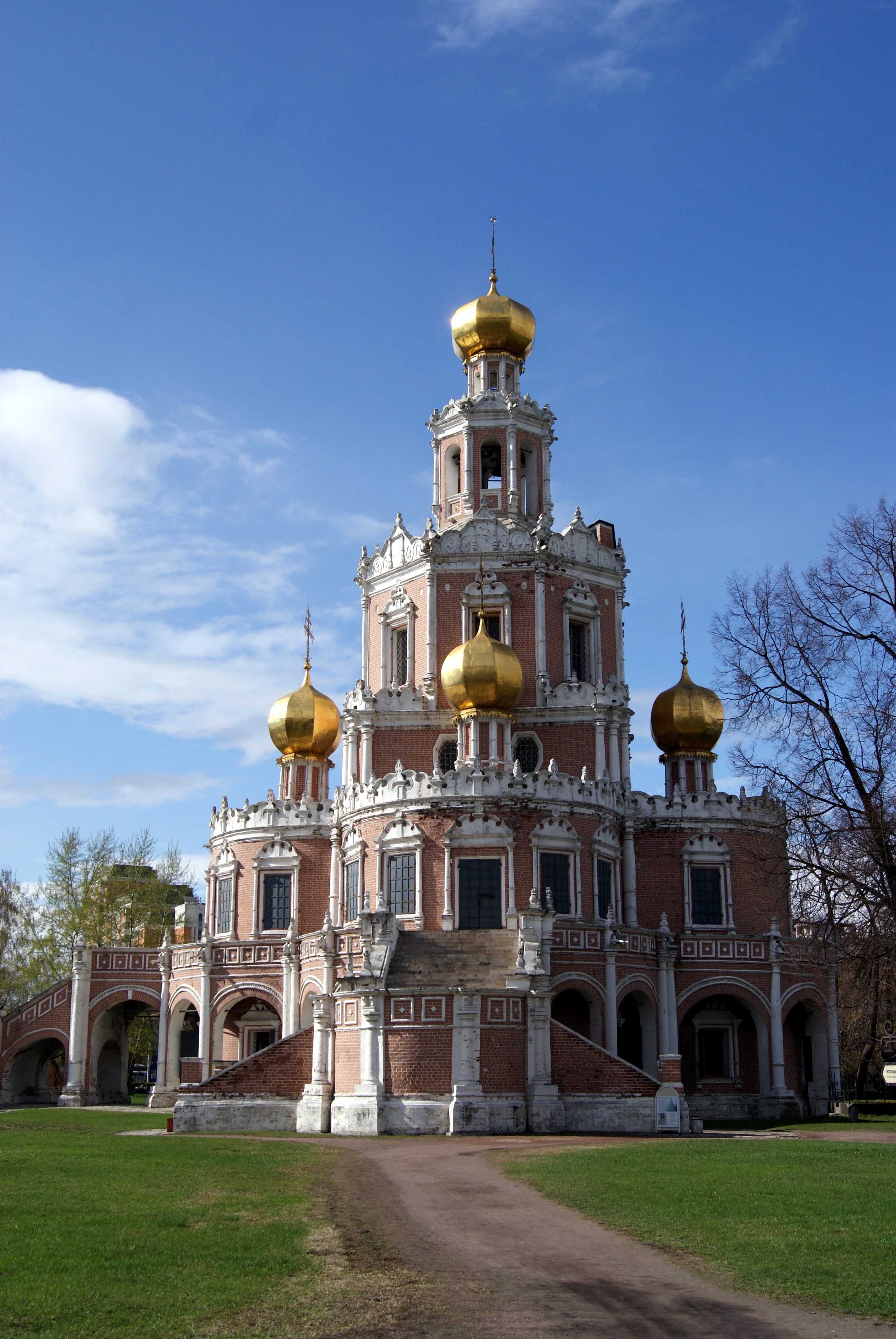
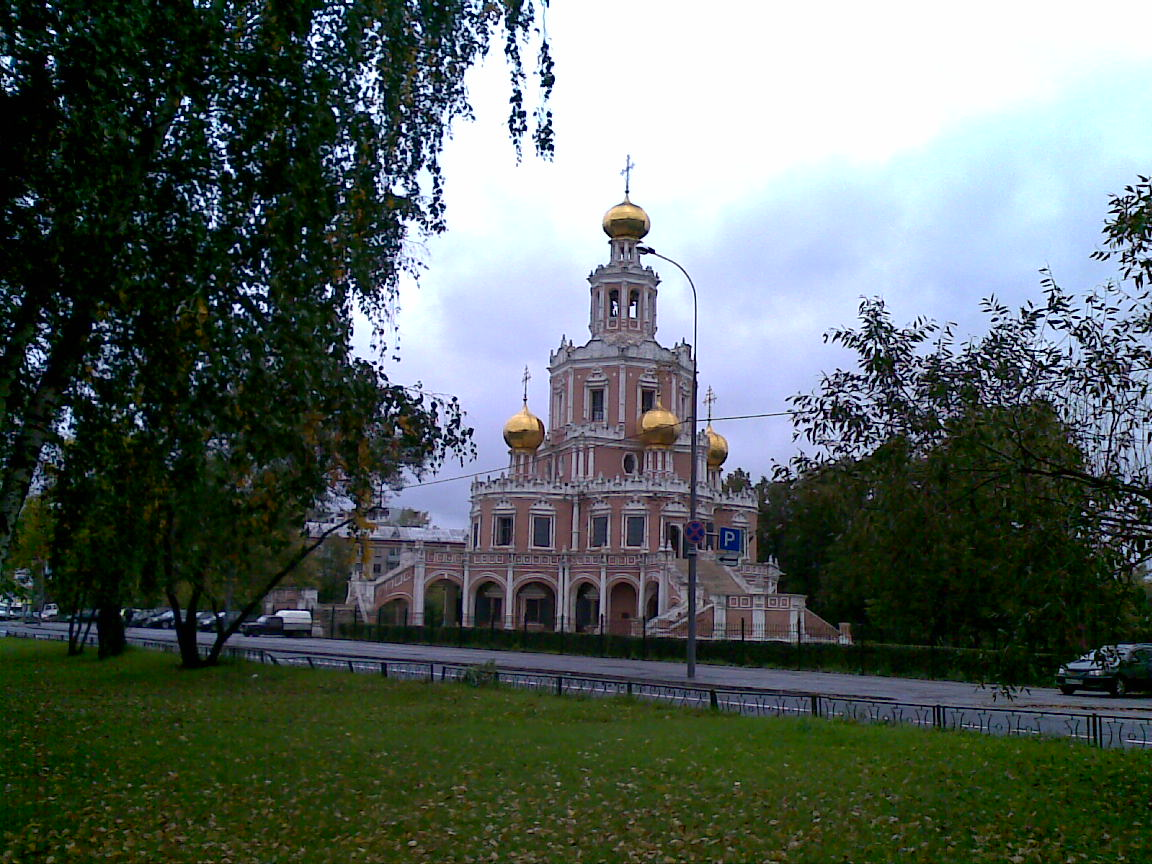
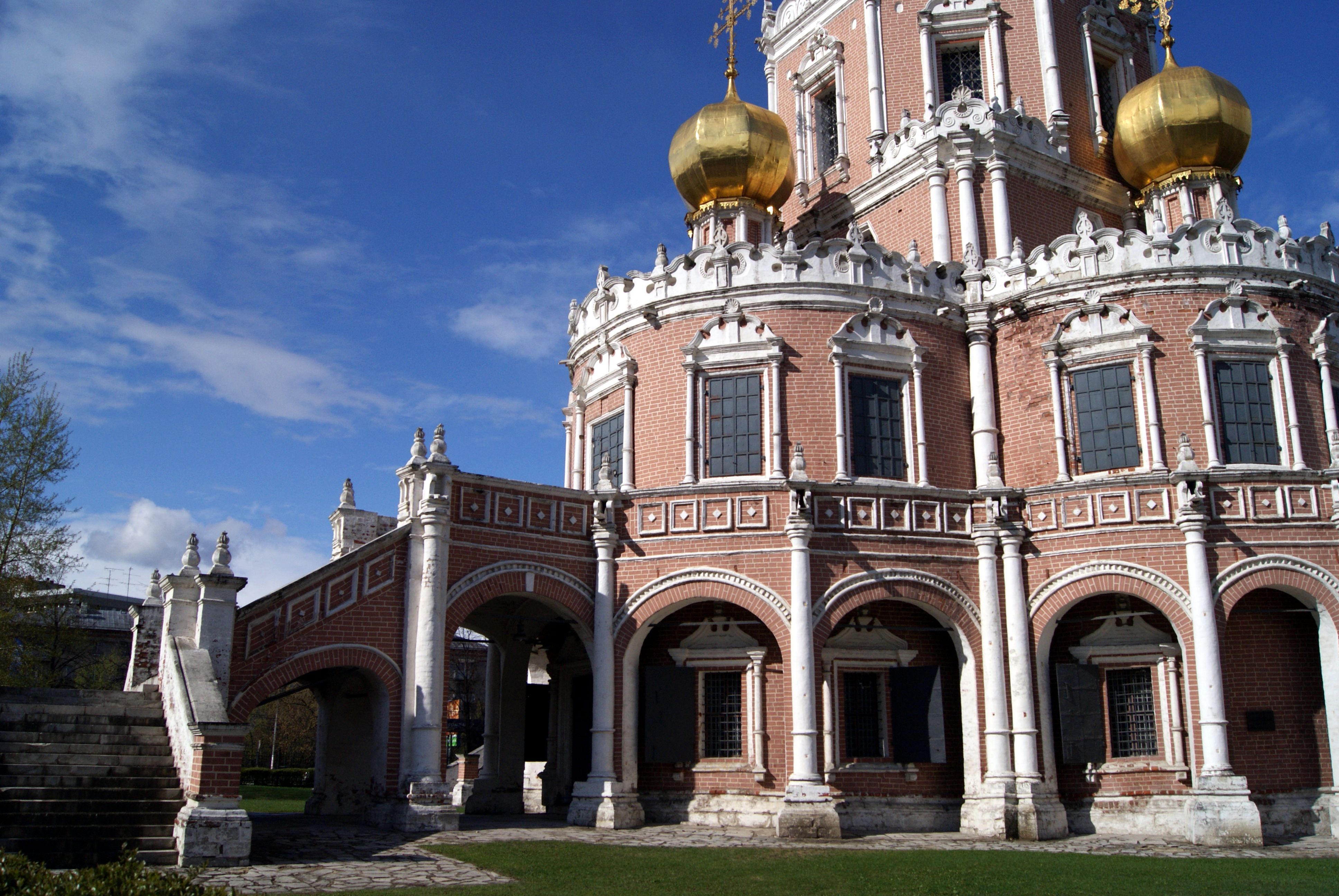
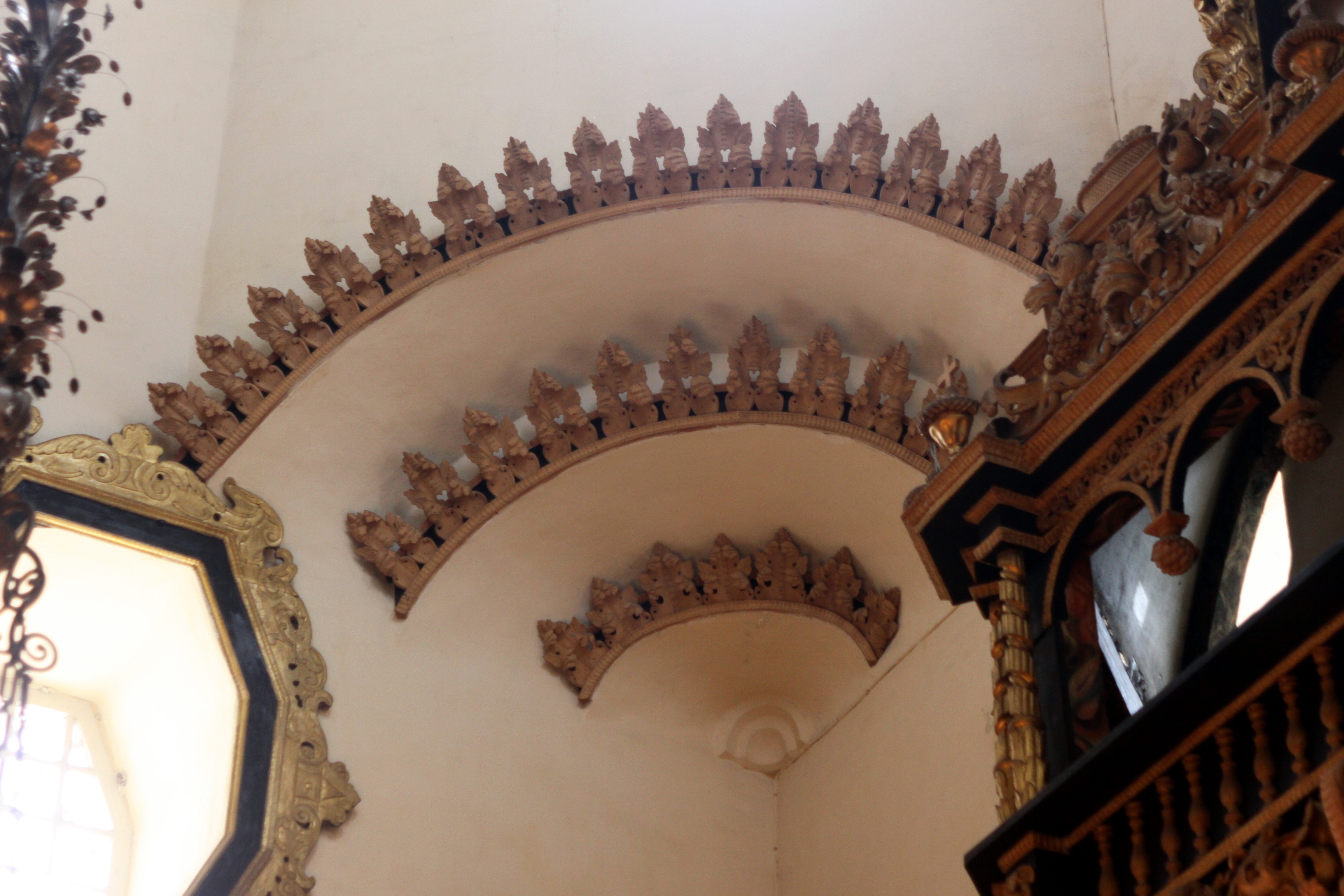